# NGC 7462
NGC 7462 é uma galáxia espiral barrada (SBbc) localizada na direcção da constelação de Grus. Possui uma declinação de -40° 50' 08" e uma ascensão recta de 23 horas, 02 minutos e 46,2 segundos.
A galáxia NGC 7462 foi descoberta em 5 de Setembro de 1834 por John Herschel.